# La trappola dei cactus
La trappola dei cactus (Pueblo Pluto) è un film del 1949 diretto da Charles August Nichols. È un cortometraggio animato della serie Pluto, prodotto dalla Walt Disney Productions e uscito negli Stati Uniti il 14 gennaio 1949, distribuito dalla RKO Radio Pictures. A partire dagli anni novanta è più noto come Gita al pueblo.

## Trama
Topolino entra in un negozio di souvenir del West e lascia Pluto con un osso di bufalo da masticare. Il cagnolino Ronnie (già comparso in Il cucciolo rapito) glielo porta via e si nasconde in un grande vaso. Pluto lo scopre, così Ronnie, uscito dal recipiente, si rifugia in mezzo a dei cactus disposti in cerchio. Pluto è troppo grande per entrare nello stesso modo, così sale su uno strapiombo nelle vicinanze e si mette a saltare su di esso, rompendo la roccia e atterrando in mezzo ai cactus.
Pluto cerca quindi di trovare un varco tra i cactus e a scavare un tunnel per uscire, ma non ha successo e scoppia a piangere. Ronnie allora esce dai cactus e, facendo rotolare il vaso di prima da un pendio, travolge alcune piante grasse, riuscendo così a creare un passaggio sicuro per Pluto: i due finalmente fanno amicizia. Finito lo shopping, Topolino chiede a Pluto se ha preso dei souvenir; il cane rivela di avere sul didietro una faretra con dentro Ronnie che lecca l'osso.

## Distribuzione

### Edizioni home video

#### DVD
Il cortometraggio è incluso, come contenuto speciale, nell'edizione DVD de I tre caballeros.